# M1 Carbine
Az M1 Carbine 7,62 mm-es John Garand tervei alapján készült öntöltő karabély. 1941. május 1-jén 9 prototípus érkezett az amerikai hadsereghez. Sajnálatos módon ezekből egyetlen fegyvert sem fogadtak el a tesztek során. David Williams tervei alapján átalakították, és 1941. szeptember 15-én a tesztek újra elkezdődtek.
1941. szeptember 30-án a Winchester típust fogadták el, és először 900 000 darabot gyártottak le belőle.
Kevesebb, mint egy év alatt elterjed a seregben. Ahogy az Amerikai Egyesült Államok belépett a második világháborúba, 6 héttel később az M1-t már használták is.

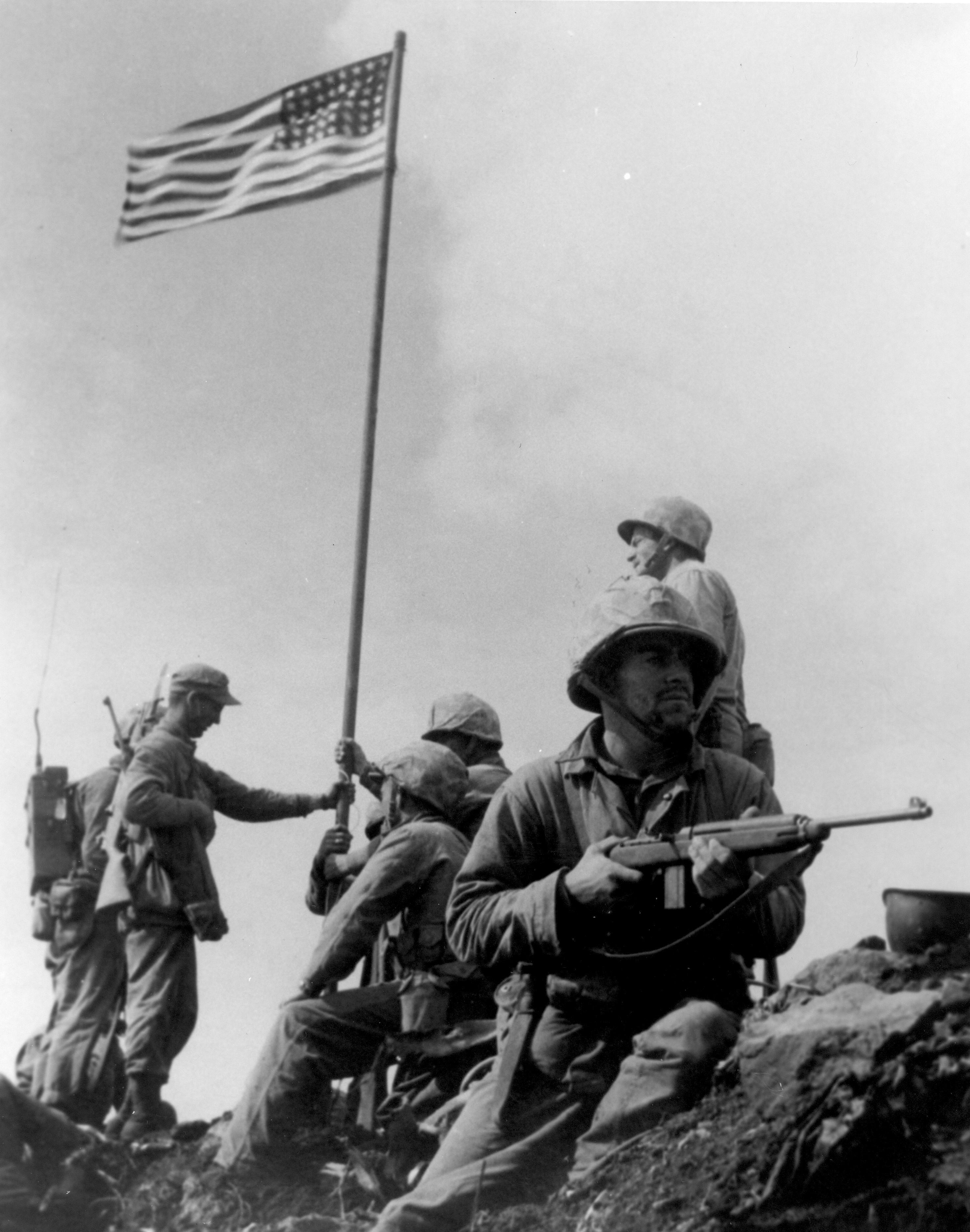
Az M1-es karabély Ivo Dzsimán

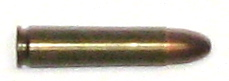
A .30 Carbine lőszer.

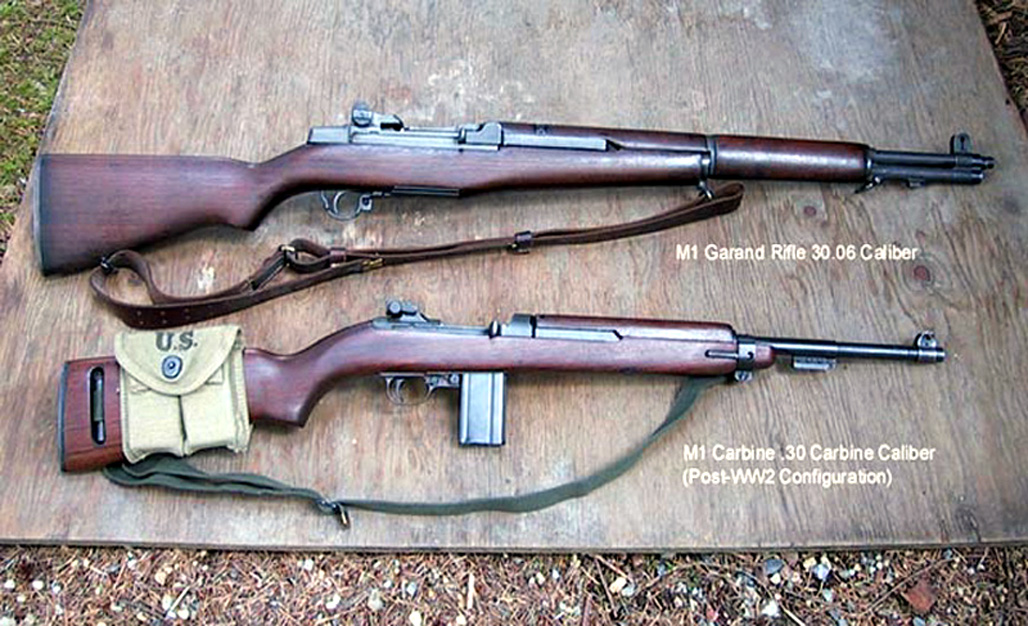
Az M1 Garand és az M1 Carbine egymás mellett.

Készült félautomata illetve automata változatban is, a második világháborúban illetve a koreai háborúban is nagy számban használták.
A vietnámi háború idején, a dél-vietnámi csapatok is előszeretettel használták, kis súlya miatt.
A 7,62 mm-es M1-es karabély a puska rövid csövű változata volt, s először a lovasság használta. Az M1-es Garandhoz hasonlóan a karabély is gázműködtetésű, léghűtéses, öntöltő (félautomata) fegyver.

## Gyártási történet
A második világháborút megelőzően az Army Ordnance hadseregellátó különböző fegyvernemektől kapott jelentéseket (gyalogság, tüzérség, páncélos hadosztályok), hogy a teljes méretű M1 Garand nem a legmegfelelőbb volt speciális kiképzésben részesült (ejtőernyősök, tüzérek, aknavetős legénység, rádiókezelők, harckocsizók, utászok, hírszerzők stb.) számára. Az olyan alternatív fegyverek, mint az M1911, a Thompson-géppisztoly, vagy az M1917 revolver (habár kényelmes volt használatuk), túl pontatlanok, vagy túl erősek voltak.
A vonalak mögött landoló német ejtőernyősök is fenyegetést jelentettek: az ellátmányvonalakat és stratégiai pontokat a vonalak mögött gyakran támadtak (Blitzkrieg taktika). Az ezeken a helyeken tevékenykedő amerikai katonákat egy kompakt lőfegyverrel kellett felszerelni. Az Army Ordnance egy karabélyt talált erre a feladatra megfelelőnek, de a fegyver tömegének nem volt szabad többnek lennie, mint 5 font (~2,26 kg). Az új fegyvertől a következőket várták el: kompakt és feleakkora tömegű legyen, mint a Thompson-géppisztoly, 300 yardos (~274,32 méter) legyen pontos lőtávolság, nagyobb legyen a tűzerő és pontosság egy pisztolyhoz képest. Az ejtőernyősök egy még könnyebb és kisebb változatot kaptak: a behajtható váll-támaszos M1A1 karabélyt.

## Harci használat

### A második világháború alatt
Az első M1-es karabélyokat 1942 közepén szállították le az European Theather of Operations United States Army-nak (az európai csapatokat irányító parancsnokság).
A .30 Carbine lőszertípussal nem egy fő lőfegyverként szándékozták alkalmazni. Mégis, a háború végére elterjedt a tisztek, ejtőernyősök, lőszerhordozók, tüzérek között.
A Csendes-óceáni hadszíntéren nagy előnyt jelentett a dzsungelekben küzdő katonáknak a fegyver kis mérete, tömege, tűzereje. Egyes katonák és tengerészgyalogosok akik naponta kerültek tűzharcba (különösen azok, akik a Fülöp-szigeteken harcoltak), a fegyvert elégtelen átütőerejűnek találták. Ezt bizonyítja, hogy az ellenséget nem tudta megállítani, néha több találat után sem.
Míg a .30 Carbine lőszer nem volt elég kisebb fák és könnyű fedezékek átütésére, addig ez jelentősen nagyobb volt a .45 kaliberű lőszert használó Thompson-géppisztolynak, mind átütésben, mind pontosságban, bár a .30 kaliberű lőszerből többet lehetett a katonának magával vinnie. John George kézifegyver szakértő jelentése szerint a .30-as lőszer elegendőnek bizonyult a japán acélsisak és testpáncél átütésére.
Előnyt jelentett a Csendes-óceáni térségben és trópusi éghajlaton, hogy az M1-es karabély lőszere nem rozsdásodott, ahol a .30-06-os kaliberű lőszert tüzelő fegyverek lőszere gyakran rozsdásodott.

### A koreai háborúban
Az M1, M2 és M3 változatait használták a koreai háború alatt. A karabély a hideg környezetben gyakran elakadt. A 8. Hadsereg dokumentumai megjegyezték a fegyver beragadását a hidegben, illetve hogy a fegyver képtelen volt megállítani az Észak-koreai és kínai katonákat, akik közel távon több lövést is kaptak. Az 1. Tengerészgyalogos Hadosztály is ezeket jelentette, néhány egységnél parancsokat adta arra, hogy csak a fejre célozzanak. Az ellenséges katonáknak is szintén ezek voltak a gondjaik a zsákmányolt karabélyokkal.
Amerikai katonák szerint az M1-es karabély a PPS–41-nek volt alárendelve, amiket a kommunista erők használtak. Egyes katonák szerint a karabély hasznosabb volt 100-150 méteres tűzharcokban, mert a PPS-41 ezen a távon már pontatlan.

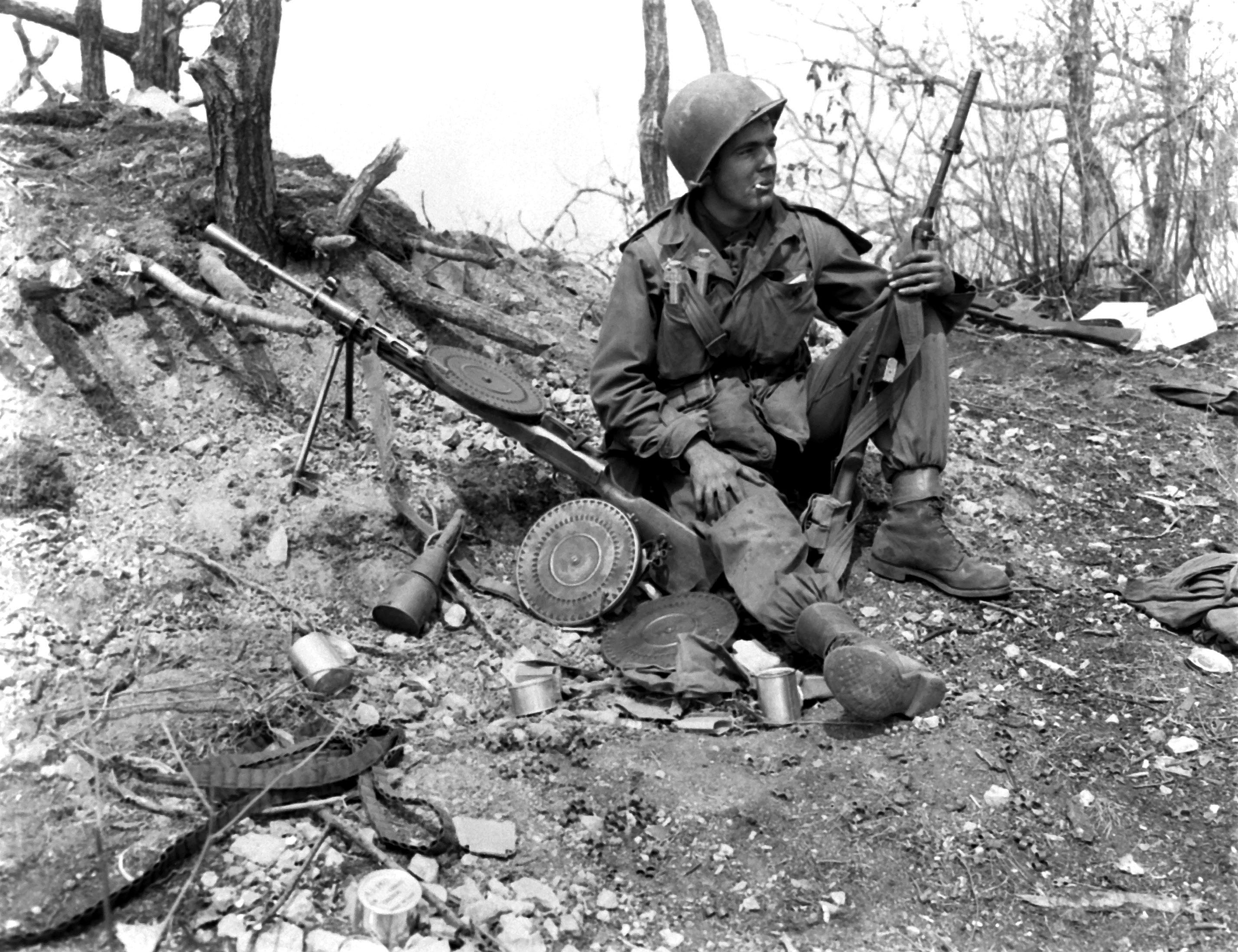
Az M1-es karabély Koreában a koreai háború alatt.

### A vietnámi háborúban
A vietnámi háború alatt az M1 és M2 karabélyokat osztották szét a katonák között, főként a különleges erőknél, és a katonai rendészetnél. Az 1960-as évek elején és közepén a karabélyt lassan felváltotta az M16 és M16A1 karabély. Az 1960-as évek végére ki is vonták az M1 karabélyt, mégis Saigon elestéig (1975) használták kisebb mennyiségben. Körülbelül 793,994 M1 és M2 karabélyokat adtak át a dél-vietnámi csapatoknak.

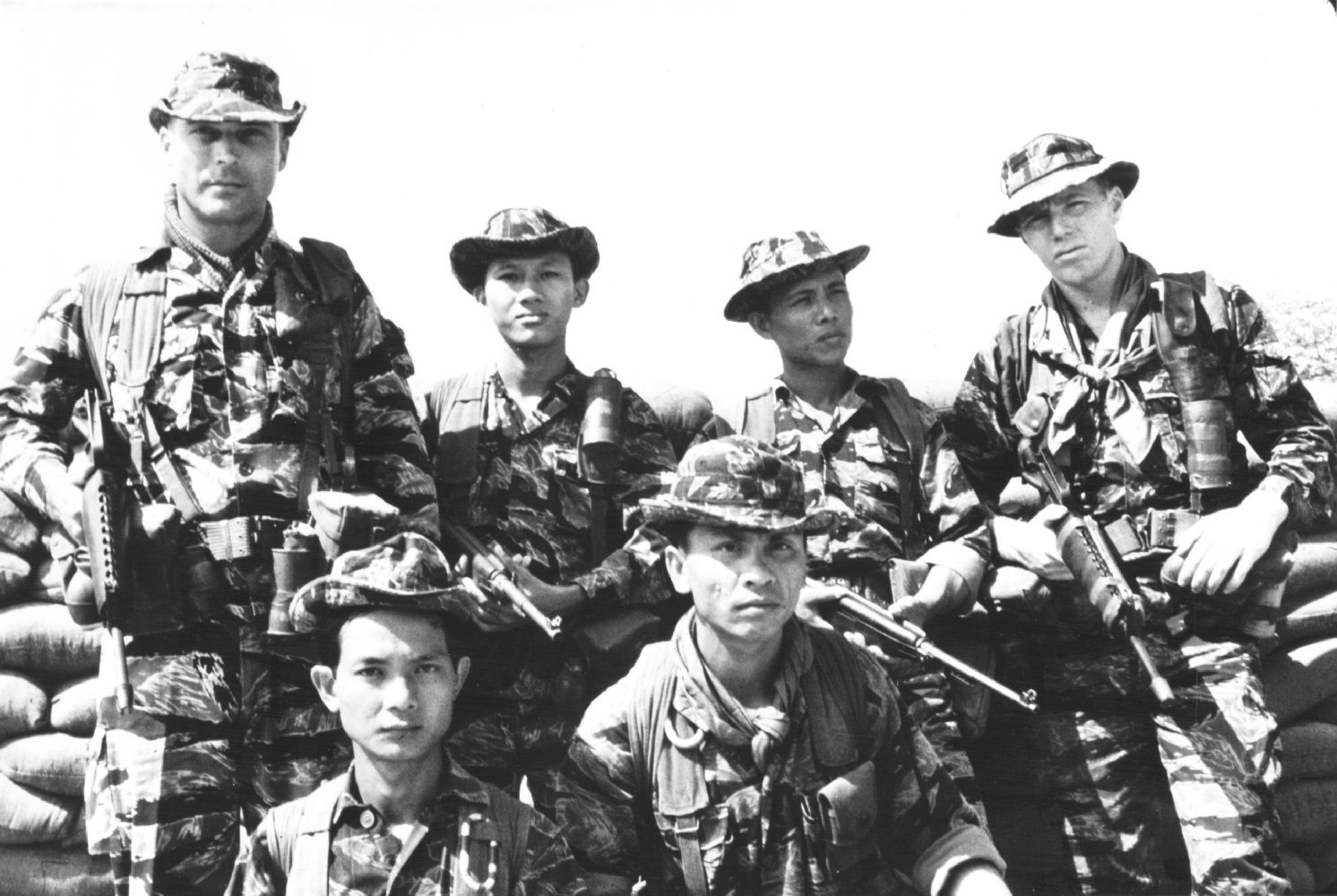
Vietnámi katonák M1 karabéllyal, és amerikai különleges erők tagjai M16-osokkal.

Az M1/M2/M3 karabélyok voltak a legnagyobb számban gyártott fegyverek az amerikai erőknél évtizedekig. A fegyveres erők minden fegyverneme használta.

## Fordítás
- Ez a szócikk részben vagy egészben  a   M1 carbine című angol Wikipédia-szócikk fordításán alapul.  Az eredeti cikk szerkesztőit annak laptörténete sorolja fel. Ez a jelzés csupán a megfogalmazás eredetét és a szerzői jogokat jelzi, nem szolgál a cikkben szereplő információk forrásmegjelöléseként.